# Mullion Cove
Mullion Cove, aussi Porth Mellin, est une petite communauté sur la côte ouest de la péninsule de Lizard aux Cornouailles, en Angleterre.